# Політична історія Уругваю
Впродовж більшої частини 20 століття Уругвай залишався однією з найдемократичніших країн Латинської Америки, де у владі чергувалися партії Колорадо і Національна партія. Десократичний період лише двічі переривався диктатурами - в 1933-1938 та 1976-1984 роках. Зараз двопартійна система, здається, розпалася, коли проте вибори 2004 року вперше привели до влади Широкий фронт — велику коаліцію партій лівого крила, яка зуміла провести свого кандидата у президенти та отримати більшість в обох палатах парламенту.

## Органи влади

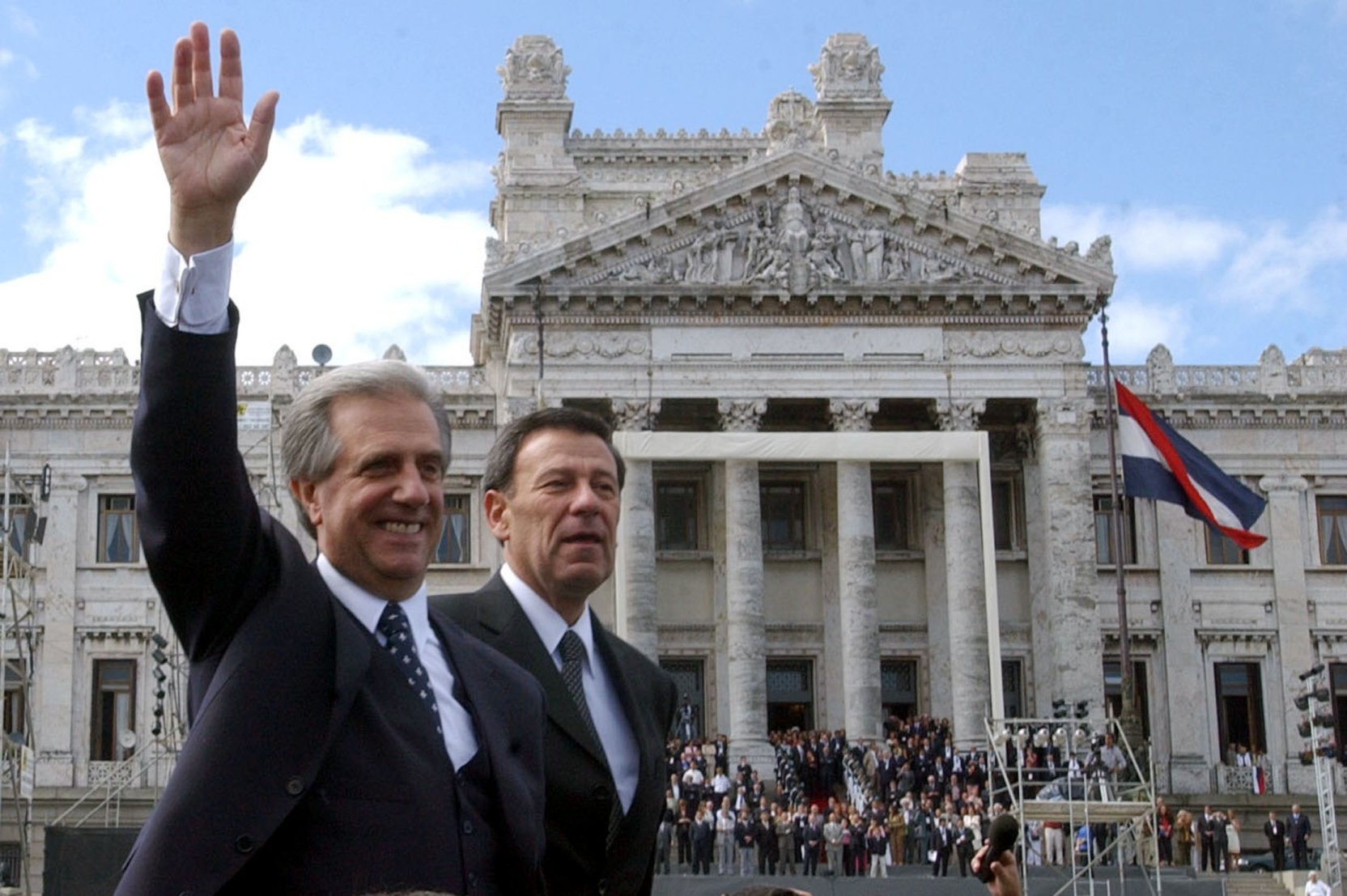
Президент Табаре Васкес та віце-президент Родольфо Нін Новоа перед будівлею парламенту («Паласіо Легіслатіво»), 2004 рік.

Впродовж більшої частини 20 століття Уругвай залишався одній з найдемократичніших країн Латинської Америки, проте після 1973 року там встановився режим військової диктатури, що проіснував до 1985 року. У цей період верховна влада належала Раді національної безпеки, куди входив президент, командувачі різними родами військ, міністри закордонних справ, оборони, внутрішніх справ і фінансів і директор управління планування і бюджету. Президент призначався на 5-річний термін виборчим корпусом, в якому задавали тон вищі військові чини. Законодавчу владу здійснювала Державна рада, 25 членів якої призначалися президентом. Судова влада знаходилася під безпосереднім контролем президента і ради міністрів. Всі виборні органи місцевого самоврядування були розпущені і замінені офіційними представниками центрального уряду. Таке становище зберігалося до відновлення демократичного режиму і приходу до влади цивільного уряду в 1985.
Протягом 20 століття в Уругваї змінилося декілька конституцій. Деякі з них затверджували президентську форму правління; згідно з іншими, виконавча влада належала Національній раді, що складалася з 9 членів, в якій були представлені обидві провідні політичні партії країни. Конституція Уругваю, що діє в даний час, була прийнята референдумом 1966 року. Проте після перевороту 1973, коли влада перейшла в руки військового уряду, ця конституція перестала діяти. Військова влада намагалася замінити її новою, відповідно до якої верховна влада передавалася б Раді національної безпеки, що знаходиться під контролем збройних сил. Такий проект був представлений для затвердження на референдумі 1980 року, проте учасники референдуму рішуче висловилися проти проекту. Після 1985 року Уругвай повернувся до цивільної форми правління і конституції 1966 року. Проте поправка до конституція 1995 року дещо змінила порядок проведення виборів.
За сучасною конституцією, президент і віце-президент обираються на 5-річний термін. Спочатку кожна партія провидить первинні вибори серед власних кандидатів, після цього висуває одного кандидата на піст президента. Парламентські та президентські вибори проводяться одночасно, і якщо ніхто не набирає 50 % голосів, проводиться другий тур виборів.

## Політичні партії
У країні традиційно існували дві основні партії і безліч дрібних. Дві традиційно ведучих партії — це Партія «Колорадо» («Кольорові» або «Червоні») і Національна партія або «Бланко» («Білі»), обидві засновані в 1830-х роках. Їх засновниками були два видні воєначальники — генерал Хосе Фруктуосо Рівера і генерал Мануель Орібе. У першій половині 19 століття приналежність громадянина до якої-небудь з цих партій означала лише те, що він є послідовником або прихильником одного з цих військових лідерів (або його наступників). Проте поступово «Колорадо» стала знаходити підтримку в основному серед ліберальніше настроєного міського населення, що випробувало вплив передових ідей, принесених іммігрантами з Європи; навпаки, партія «Бланко» об'єднала найбільш консервативні і прихильні традиціям елементи сільського населення. Починаючи з 1930-х років в програмах обох партій немає скільки-небудь істотних відмінностей. Обидві ці партії розділилися на декілька фракцій, і політичні розбіжності між фракціями усередині однієї партії часто виявлялися важливішими, ніж відмінності між самими партіями.
Після військового перевороту 1973 року багато видних політичних діячів, що виступали проти правління військових, було поміщено у в'язниці, вигнано з країни або усунено від політичної діяльності. У 1976 році політична діяльність була взагалі заборонена. У 1982 році ця заборона була частково знята, хоча багато лідерів опозиції як і раніше не мали права займатися політичною діяльністю. Обидві основні партії — «Бланко» і «Колорадо» — отримали дозвіл провести первинні вибори з тим, щоб визначити своїх керівників з числа тих членів партії, які не були внесені до «чорного списку». На виборах переважну більшість голосів отримали фракції, що виступали проти військової диктатури.
В середині 1980-х років провідне місце в партії «Бланко» займало рух «За Вітчизну». Його лідер В. Феррейра Альдунате отримав найбільшу кількість голосів на виборах 1971 року. Після 1976 року він був відправлений до вигнання. Феррейра був тісно пов'язаний з лідерами соціалістичних партій Європи і з президентом Аргентини Раулем Альфонсином. Його фракція виступала за аграрну реформу, націоналізацію банків і відновлення демократії. Провідна фракція в партії «Колорадо», програма якої була близька до програми фракції Феррейра, виступала під гаслом «Єдність і реформи». Лідером цієї фракції був Хорхе Батлье Ібаньес.
Військову диктатуру підтримувало головним чином праве крило партії «Колорадо», що очолювалося колишнім президентом (1967—1972) Хорхе Пачеко Ареко. На партійних виборах в 1982 фракція Пачеко отримала близько 10 % від загальної кількості голосів.
Найвпливовішими партіями лівого крила в Уругваї були Християнсько-демократична партія, Комуністична партія і Соціалістична партія Уругваю. У 1971 році під час передвиборної кампанії ці партії і декілька що приєдналися до них дрібніших груп утворили так звану Широку коаліцію. Ця коаліція підтримувала кандидатуру лідера християнських демократів генерала у відставці Лібера Сереньї, який отримав майже 20 % голосів. У 1973 Сереньї без пред'явлення яких-небудь звинувачень був поміщений у в'язницю, де знаходився майже 10 років. У 1982 намітилося деяке пом'якшення режиму, проте всі політичні групи і партії, а також окремі особи, що входили в Широкий фронт, були усунені від політичної діяльності до 1985 року.
У листопаді 1984 відбулися вибори президента, в яких не могли брати участь ні Батьє, ні Феррейра, ні Сереньї; президентом був вибраний кандидат від «Колорадо»  Хуліо Сангінетті (член фракції Батьє). Ці вибори з'явилися кроком на шляху до відновлення цивільного правління в березні 1985 року. Були зняті всі політичні заборони, і навіть підпільні лівоекстремістські групи так званих «Тупамарос», що особливо активно діяли на початку 1970-х років, отримали статус легальної партії, що прийняла назву Національний рух звільнення. Ця партія увійшла до Широкого фронту, після чого з нього вийшли дві центристські партії, християнські демократи і партія «За народний уряд».
На виборах 2004 року був обраний президент Широкого фронту Табаре Васкес, а представники фронту отримали більшість в обох палатах парламенту. Зараз, тоді як Партія Колорадо набрала лише близько 10 % голосів, можна говорити про кризу традиційної двопартійної системи.

## Збройні сили
Протягом багатьох років збройні сили Уругваю зберігали лояльність по відношенню до цивільного уряду. Частково це можна віднести на рахунок впливу Хосе Батьє і Ордоньеса, який керував країною починаючи з 1903 року, коли він вперше був вибраний президентом і до його кончини в 1929 році. Проте в кінці 1960-х — початку 1970-х років армія використовувалася для придушення озброєних підпільних груп «Тупамарос», а в 1973 році військових здійснили переворот, поваливши уряд і встановивши диктатуру, що проіснувала до 1985 року.